# ری کانکو
ری کانکو (انگلیسی: Rie Kaneko; ۱۸ دسامبر ۱۹۹۷ – ) موسیقی‌دان اهل ژاپن بود.